# Tancredo Antônio Naves
Tancredo Antônio Naves (Monte Carmelo, 3 de dezembro de 1936 - Belo Horizonte, 13 de junho de 2020) foi um jornalista, advogado, bacharel em sociologia, política e administração pública, e político brasileiro do estado de Minas Gerais.
Nascido no distrito de Nossa Senhora da Abadia da Água Suja (futuro município de Romaria), em Monte Carmelo, Tancredo Naves foi diretor-administrativo do Conselho Administrativo de Defesa Econômica (Cade), (1963-1969) e presidente da Ademg - Administração de Estádios do Estado de Minas Gerais (1984-1986)
Foi deputado estadual em Minas Gerais no período de 1987 a 1991 (11ª legislatura) pelo PMDB.
Durante o seu período como parlamentar, licenciou-se para ocupar o cargo de secretário de Estado de Esportes, Lazer e Turismo.
Em 2015 foi designado pelo Governador de Minas Gerais, Fernando Pimentel, para assumir a presidência da Rádio Inconfidência. 